# Lycaena ultrarufomargo
Lycaena ultrarufomargo är en fjärilsart som beskrevs av Leeds 1941. Lycaena ultrarufomargo ingår i släktet Lycaena och familjen juvelvingar. Inga underarter finns listade i Catalogue of Life.